# Cataglyphis bombycina
Cataglyphis bombycina, conocida como hormiga plateada del Sahara, habita en el desierto del mismo nombre. Se caracteriza por varias adaptaciones que le permiten sobrevivir a temperaturas de hasta 53 ℃. Es la especie de hormiga más rápida conocida, capaz de desplazarse a una velocidad de 3,6 km/h.

## Adaptaciones al calor
Su nombre común se refiere a su escudo térmico, capaz de resistir hasta 53,5 °C, y compuesto por diminutos pelos de sección triangular ubicados  en la parte superior y lateral del cuerpo, que reflejan eficientemente el espectro de luz visible e infrarrojo cercano, que abarca el máximo de la radiación solar. Debido a este escudo protector, las hormigas presentan un brillo plateado a la luz del sol, y al desplazarse tienen el aspecto de gotas de mercurio. Los pelos también emiten radiación térmica en el infrarrojo medio, lo que ayuda a disipar el calor del cuerpo de la hormiga. Las patas, más largas que las del tamaño promedio de una hormiga, también contribuyen a evitar el sobrecalentamiento al mantener el cuerpo alejado de la arena, que puede alcanzar una temperatura de 70 ℃.
Una adaptación a nivel molecular de esta especie a las altas temperaturas consiste en la producción de proteínas de choque térmico, que permiten la continuación de las funciones celulares en la presencia de un calor intenso. Al contrario de lo que ocurre en otras especies, las proteínas no se sintetizan en respuesta a las altas temperaturas, sino antes de que las hormigas abandonen el hormiguero; de esta forma, se protegen de un incremento rápido de la temperatura corporal, que podría matarlas si las proteínas no estuvieran ya activas.

## Etología
Las hormigas plateadas buscan alimento —cadáveres de animales que han sucumbido al calor— fuera del hormiguero durante las horas más calurosas del día cuando la temperatura es tan elevada que las lagartijas, su principal depredador, buscan cobijo. Unas pocas hormigas, encargadas de montar guardia, alertan a la colonia cuando las lagartijas desaparecen.
En estas condiciones, las hormigas solamente disponen de unos diez minutos hasta que su temperatura corporal alcanza los 53 °C de temperatura, momento en el que las hormigas deben retornar al nido para no perecer. Sin embargo en este corto intervalo de tiempo son capaces de recorrer largas distancias, unos 855 mm por segundo, gracias a sus patas alargadas que terminan en unas tenazas que se clavan en la arena para proporcionarles más tracción en la arena. Para aumentar más su velocidad, adoptan una andadura a cuatro patas cuando se desplazan, alzando el primer par de patas, Estas adaptaciones, combinadas con una frecuencia muy alta de pasos, las convierten en la especie animal más veloz en relación con su talla. Las hormigas cuentan con una extraordinaria capacidad de orientación que les ayuda a encontrar la ruta más cercana de vuelta a su hormiguero basándose en la posición del sol.

## Impacto en el desarrollo tecnológico
Esta especie de hormiga ha proporcionado pistas esenciales para descubrir maneras más eficaces para mejorar la refrigeración pasiva, consistente en el enfriamiento sin usar ventiladores u otros sistemas, con varias aplicaciones prácticas potenciales en el diseño de vehículos, edificios y prendas e instrumentos necesarios para trabajar a temperaturas ambientales altas.